# Regió de Tadjoura
La regió de Tadjourah és una divisió administrativa de Djibouti. La capital és la ciutat de Tadjoura.
Limita amb Eritrea a l'oest, la regió d'Obock al nord, les regions de Dikhil i d'Arta al sud, i el golf de Tadjoura a l'est.
La regió inclou a la seva part meridional, al límit amb Dikhil, el famós llac Assal. Les ciutats principals són, a més de la capital, Randa, Dorra i Balha.
La regió es va crear el 1977 amb la indepedència del país. El 1981 tota la part nord, dos cinquenes parts del territori, es va separar administrativament per formar la nova regió d'Obock.